# Jesper Löfgren
Jesper Löfgren, född 3 maj 1997 i Kalmar, är en svensk fotbollsspelare som spelar för Luzern i schweiziska superligan.

## Karriär
Löfgrens moderklubb är Halltorps IK. Han spelade som junior även för Kalmar FF. Inför säsongen 2014 gick Löfgren till Nybro IF. Han spelade totalt 36 ligamatcher och gjorde två mål för klubben i Division 3 under säsongerna 2014 och 2015.
I augusti 2015 värvades Löfgren av Oskarshamns AIK. I januari 2017 gick han till FK Karlskrona. I december 2017 värvades Löfgren av Mjällby AIF.
I augusti 2018 värvades Löfgren av norska Brann, där han skrev på ett treårskontrakt med start den 1 januari 2019. Löfgren gjorde sin Eliteserien-debut den 5 juli 2019 i en 0–0-match mot Mjøndalen IF, där han blev inbytt i den 60:e minuten mot Vito Wormgoor. I juli 2019 återvände Löfgren till Mjällby AIF på ett låneavtal över resten av säsongen 2019.
I februari blev det klart att Löfgren lånas ut till Mjällby AIF på ett låneavtal som gäller säsongen 2020. I mars 2021 värvades Löfgren av Djurgårdens IF, där han skrev på ett fyraårskontrakt.
I augusti 2023 lånades Löfgren ut till IF Brommapojkarna för resten av säsongen. I januari 2024 skrev han på ett nytt lånekontrakt, nu med schweiziska Luzern fram till sommaren. I maj 2024 meddelades dock att Löfgren lämnar Djurgården IF för ett treårskontrakt hos Luzern.

## Statistik
| Klubb                                                    | Säsong         | Liga                         | Liga | Liga | Liga | Nationell cup | Nationell cup | Europaspel | Europaspel | Totalt | Totalt |
| Klubb                                                    | Säsong         | Division                     | Ma   | Må   | Ass  | Ma            | Må            | Ma         | Må         | Ma     | Må     |
| -------------------------------------------------------- | -------------- | ---------------------------- | ---- | ---- | ---- | ------------- | ------------- | ---------- | ---------- | ------ | ------ |
| Nybro IF                                                 | 2014           | Division 3 Sydöstra Götaland | 22   | 2    | ?    | 1             | 0             | -          | -          | 23     | 2      |
| Nybro IF                                                 | 2015           | Division 3 Sydöstra Götaland | 14   | 0    | ?    | -             | -             | -          | -          | 14     | 0      |
| Nybro IF                                                 | Totalt         | Totalt                       | 36   | 2    | ?    | 1             | 0             | -          | -          | 37     | 2      |
| Oskarshamns AIK                                          | 2015           | Division 1 Södra             | 4    | 0    | 0    | 0             | 0             | -          | -          | 4      | 0      |
| Oskarshamns AIK                                          | 2016           | Division 1 Södra             | 23   | 0    | 0    | 2             | 0             | -          | -          | 25     | 0      |
| Oskarshamns AIK                                          | Totalt         | Totalt                       | 27   | 0    | 0    | 2             | 0             | -          | -          | 29     | 0      |
| FK Karlskrona                                            | 2017           | Division 1 Södra             | 25   | 2    | 0    | 0             | 0             | -          | -          | 25     | 2      |
| FK Karlskrona                                            | Totalt         | Totalt                       | 25   | 2    | 0    | 0             | 0             | -          | -          | 25     | 2      |
| Mjällby AIF                                              | 2018           | Division 1 Södra             | 27   | 5    | 1    | 0             | 0             | -          | -          | 27     | 5      |
| Mjällby AIF                                              | Totalt         | Totalt                       | 27   | 5    | 1    | 0             | 0             | -          | -          | 27     | 5      |
| SK Brann                                                 | 2019           | Elitserien                   | 1    | 0    | 0    | 2             | 0             | 0          | 0          | 3      | 0      |
| SK Brann                                                 | Totalt         | Totalt                       | 1    | 0    | 0    | 2             | 0             | 0          | 0          | 3      | 0      |
| Mjällby AIF (lån)                                        | 2019           | Superettan                   | 12   | 3    | 0    | 0             | 0             | -          | -          | 12     | 0      |
| Mjällby AIF (lån)                                        | 2020           | Allsvenskan                  | 29   | 1    | 0    | 5             | 1             | -          | -          | 34     | 0      |
| Mjällby AIF (lån)                                        | Totalt         | Totalt                       | 41   | 4    | 0    | 5             | 1             | -          | -          | 46     | 5      |
| Djurgårdens IF                                           | 2021           | Allsvenskan                  | 24   | 1    | 0    | 1             | 0             | -          | -          | 25     | 1      |
| Djurgårdens IF                                           | 2022           | Allsvenskan                  | 21   | 0    | 0    | 3             | 0             | 7          | 0          | 31     | 0      |
| Djurgårdens IF                                           | 2023           | Allsvenskan                  | 17   | 1    | 0    | 5             | 0             | 3          | 1          | 25     | 1      |
| Djurgårdens IF                                           | Totalt         | Totalt                       | 62   | 2    | 0    | 9             | 0             | 10         | 1          | 81     | 3      |
| IF Brommapojkarna (lån)                                  | 2023           | Allsvenskan                  | 9    | 0    | 1    | -             | -             | -          | -          | 9      | 0      |
| IF Brommapojkarna (lån)                                  | Totalt         | Totalt                       | 9    | 0    | 1    | -             | -             | -          | -          | 9      | 0      |
| FC Luzern (lån)                                          | 2023-2024      | Superligan                   | 0    | 0    | 0    | 0             | 0             | 0          | 0          | 0      | 0      |
| FC Luzern (lån)                                          | Totalt         | Totalt                       | 0    | 0    | 0    | 0             | 0             | 0          | 0          | 0      | 0      |
| Hela karriären                                           | Hela karriären | Hela karriären               | 228  | 15   | 2    | 19            | 1             | 10         | 1          | 257    | 17     |
| Antal matcher och mål är korrekt per den 28 januari 2024 |                |                              |      |      |      |               |               |            |            |        |        |